# Herculine Barbin
Herculine Adélaïde Barbin, později známá jako Abel Barbin (8. listopadu 1838 Saint-Jean-d'Angély – 13. března 1868 Paříž), byla francouzská intersexuální osoba, která byla při narození pokládána za ženu a vychována v klášteře, ale později, po aféře a lékařské prohlídce, byla soudem překlasifikována na muže. Je známá svými memoáry Herculine Barbin, které popularizoval Michel Foucault.

## Raný život
Většina toho, co je o Barbin známo, pochází z jejích pozdějších memoárů. Barbin se narodil/a v Saint-Jean-d'Angély ve Francii v roce 1838. Byla považována za dívku a jako taková byla i vychovávána; její rodina ji pojmenovala Alexina. Pocházela z chudých poměrů, ale získala charitativní stipendium, díky kterému mohla studovat ve škole uršulinského kláštera.
Ve svých pamětech popisuje, jak byla ve škole zamilovaná do aristokratické přítelkyně. Myslela si o sobě, že není atraktivní, přesto v noci navštěvovala pokoj své přítelkyně, za což bývala někdy potrestána. Studia úspěšně skončila v roce 1856 ve věku 17 let. Pokračovala ve studiu v Le Château a stala se učitelkou. Při studiu se zamilovala do jednoho ze svých učitelů.

## Puberta
Když byla Barbin v pubertě, nezačala menstruovat a zůstal jí plochý hrudník. Na jejích tvářích a horním rtu byly patrné chloupky.
V roce 1857 získala Barbin místo pomocné učitelky v dívčí škole. Zamilovala se do jiné učitelky jménem Sara, staly se párem. Nakonec se o jejich románku začaly šířit zvěsti.
Barbin měla celý život zdravotní problémy. Začala trpět nesnesitelnými bolestmi. Když ji lékař prohlédl, byl šokován a požádal, aby ji poslali pryč ze školy. Ona ale zůstala.
Nakonec se Barbin, oddaná katolička, vyzpovídala Jean-François-Anne Landriotovi, biskupovi z La Rochelle. Ten ji požádal o svolení prolomit zpovědní tajemství, aby mohl poslat pro lékaře, který by ji prohlédl. Když to Dr. Chesnet v roce 1860 udělal, zjistil, že ačkoliv měla Barbin malou vagínu, měla mužský typ těla, velmi malý penis a varlata uvnitř těla (podle lékařských termínů 20. století mužský pseudohermafroditismus).

## Překlasifikování na muže
Pozdější právní rozhodnutí oficiálně prohlásilo, že Barbin byl muž. Opustila družku i práci, změnila si jméno na Abel Barbin. O jejím osudu byla krátká zmínka v tisku. Přestěhovala se do Paříže, kde žila v chudobě a psala své paměti, údajně jako součást terapie. V pamětech Barbin používá ženská zájmena, když píše o svém životě před sexuálním překlasifikováním, poté používá mužská zájmena. Barbin se považovala za potrestanou a „vyděděnou“, oběť „směšné inkvizice“.
Michel Foucault vylíčil ve svém komentáři její memoáry jako příklad „šťastného bezvládí neidentity“, jež však autorku vystavuje nepřijetí v ženském kolektivu a vydává ji napospas mužskému šovinistickému náhledu na sexualitu. Morgan Holmes uvádí, že paměti ukázaly, že se Barbin viděla jako „nevšední žena“, ale přesto jako žena.

## Smrt
V únoru 1868 ji správce domu, ve kterém Barbin žila v rue de l'École-de-Médecine, našel mrtvou. Otrávila se plynem ze svého plynového vařiče. Memoáry byly nalezeny vedle její postele.

## Vydávání memoárů

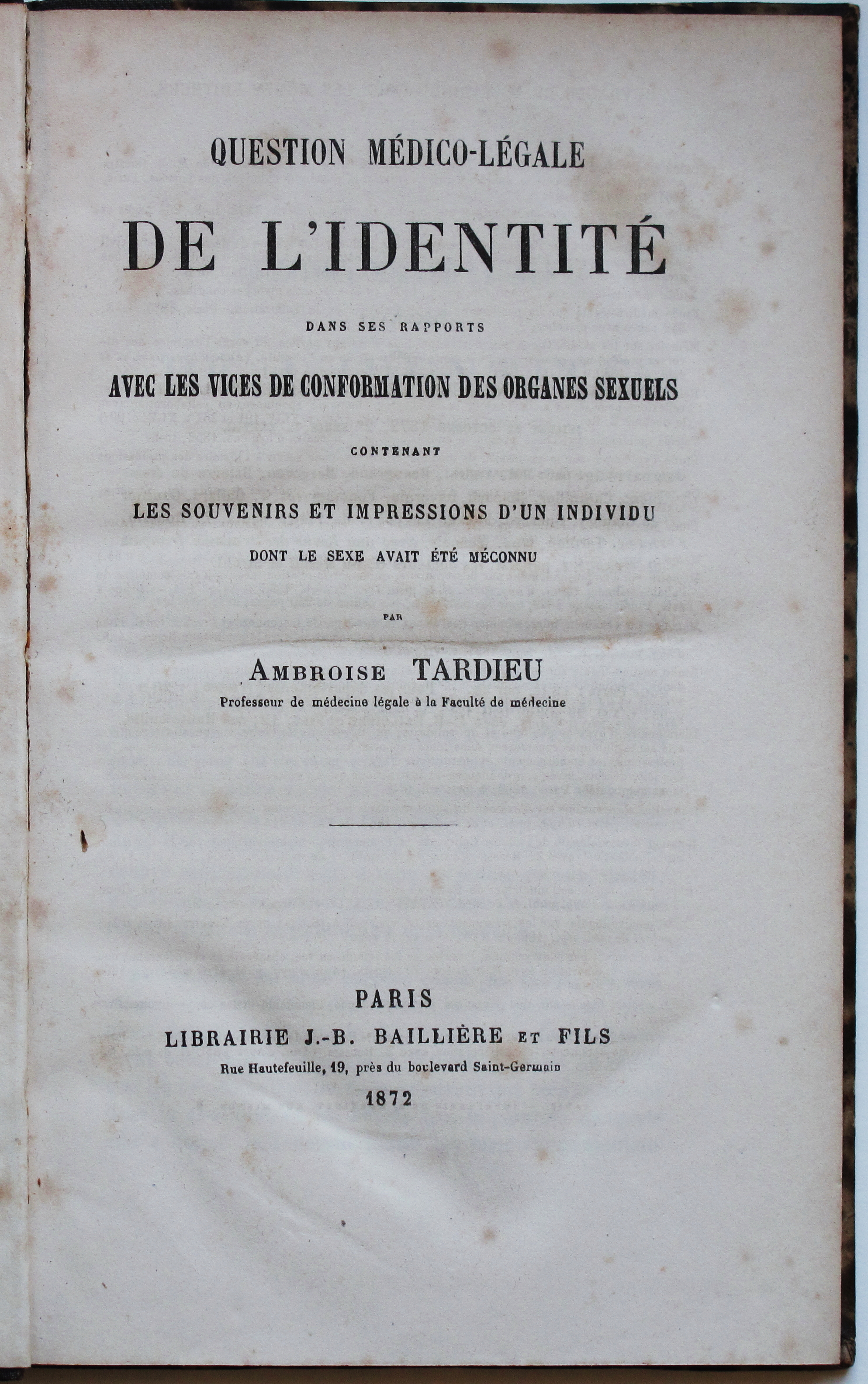
Titulní strana knihy Ambroise Tardieu z roku 1872, ve které byly poprvé zveřejněny úryvky pamětí Herculine Barbin.

Paměti získal Dr. Regnier, který ohlásil její smrt a provedl pitvu. Později předal paměti Augustovi Ambroisemu Tardieuovi, který úryvky publikoval jako „Histoire et souvenirs d'Alexina B.“ („Příběh a vzpomínky Alexiny B.“) ve své knize Question médico-légale de l'identité dans ses rapport avec les vices de conformation des organes sexuels, contenant les souvenirs et impressions d'un individu dont le sexe avait été méconnu („Forenzní analýza identity zahrnující deformace pohlavních orgánů, spolu s memoáry a dojmy jednotlivce, jehož pohlaví bylo chybně identifikováno“) (Paříž: J.-B. Ballière et Fils, 1872). Její části byly přeloženy do angličtiny v roce 1980.
Michel Foucault objevil paměti v 70. letech 20. století, když prováděl výzkum na francouzském ministerstvu. Nechal memoáry znovu publikovat jako Herculine Barbin: Being the Recently Discovered Memoirs of a Nineteenth-century French Hermaphrodite. Foucault do své edice zahrnul také soubor lékařských zpráv, právních dokumentů a novinových článků a také povídkovou adaptaci Oscara Panizzy.

## Ocenění
Rukopis od Aaron Apps s názvem Dear Herculine získal v roce 2014 cenu Sawtooth Poetry za rok 2014 od Ahsahta Press.

## Památka
8. listopad, den výročí narození Herculine Barbin, je označován jako Den solidarity s intersexuálními osobami. Symbolem je intersexuální vlajka.